# Lars-Göran Blank
Lars-Göran Blank, född 3 augusti 1938 i Hjo, död 1 mars 2014, var en svensk entreprenör.
Lars-Göran Blank grundade 1979 Jula Industri AB på Jultorps gård i Larv utanför Vara, som från början tillverkade vedkapar.
Han var far till Ann-Louise, Karl-Johan och Marianne Blank. Han avled den 1 mars 2014 efter en längre tids sjukdom. Han är begravd på Marie östra kyrkogård i Skara.